# Natació als Jocs Olímpics d'estiu de 1920 - 1.500 metres lliures masculins
Els 1.500 metres lliures masculins va ser una de les nou proves de natació que es disputaren als Jocs Olímpics d'Anvers de Anvers. Era la tercera vegada que es disputava aquesta prova en uns Jocs, després que fos introduïda el 1908. La competició es disputà entre el 22 i el 25 d'agost de 1920. Hi van prendre part 23 nedadors procedents de 12 països.

## Medallistes
| Or                | Plata               | Bronze                  |
| Norman Ross (USA) | George Vernot (CAN) | Frank Beaurepaire (AUS) |

## Rècords
Aquests eren els rècords del món i olímpic que hi havia abans de la celebració dels Jocs Olímpics de 1920.
| Rècord del Món | 22:00.0 | George Hodgson | Estocolm (SWE) | 10 de juliol de 1912 |
| Rècord Olímpic | 22:00.0 | George Hodgson | Estocolm (SWE) | 10 de juliol de 1912 |

## Resultats

### Quarts de final
Els dos primers de cada sèrie i el millor tercer passen a semifinals.
Sèrie 1
| Posició | Nedador            | País         | Temps   | Qual. |
| ------- | ------------------ | ------------ | ------- | ----- |
| 1       | George Vernot      | Canadà       | 23'40"0 | Q     |
| 2       | Eugene Bolden      | Estats Units | 23'41"2 | Q     |
| 3       | Arne Borg          | Suècia       | 23'54"4 | q     |
| -       | Henry Taylor       | Regne Unit   | -       | DNF   |
| -       | René Ricolfi-Doria | Suïssa       | -       | DNF   |

Sèrie 2
| Posició | Nedador             | País           | Temps   | Qual. |
| ------- | ------------------- | -------------- | ------- | ----- |
| 1       | Ludy Langer         | Estats Units   | 24'28"8 | Q     |
| 2       | Percy Peter         | Regne Unit     | 24'39"4 | Q     |
| 3       | Cor Zegger          | Països Baixos  | 24'58"0 |       |
| 4       | Antonio Quarantotto | Itàlia         | ?       |       |
| 5       | Alois Hrašek        | Txecoslovàquia | ?       |       |

Sèrie 3
| Posició | Nedador        | País           | Temps   | Qual. |
| ------- | -------------- | -------------- | ------- | ----- |
| 1       | Harold Annison | Regne Unit     | 24'28"2 | Q     |
| 2       | George Hodgson | Canadà         | 24'36"6 | Q     |
| 3       | Gilio Bisagno  | Itàlia         | 25'18"0 |       |
| 4       | Hans Drexler   | Suïssa         | ?       |       |
| 5       | Emanuel Prüll  | Txecoslovàquia | ?       |       |

Sèrie 4
| Posició | Nedador          | País         | Temps   | Qual. |
| ------- | ---------------- | ------------ | ------- | ----- |
| 1       | Norman Ross      | Estats Units | 24'08"2 | Q     |
| 2       | Paul de Backer   | Bèlgica      | 26'46"4 | Q     |
| 3       | Frans Möller     | Suècia       | 27'42"0 |       |
| 4       | Joaquim Cuadrada | Espanya      | ?       |       |

Sèrie 5
| Posició | Nedador           | País         | Temps   | Qual. |
| ------- | ----------------- | ------------ | ------- | ----- |
| 1       | Frank Beaurepaire | Austràlia    | 22'55"0 | Q     |
| 2       | Fred Kahele       | Estats Units | 23'41"6 | Q     |
| 3       | Jack Hatfield     | Regne Unit   | 23'56"6 |       |
| -       | Pierre Lavraie    | França       | -       | DNF   |

### Semifinals
Els dos primers de cada sèrie i el millor tercer passen a la final.
Semifinal 1
| Posició | Nedador        | País         | Temps   | Qual. |
| ------- | -------------- | ------------ | ------- | ----- |
| 1       | Norman Ross    | Estats Units | 23'12"0 | Q     |
| 2       | Fred Kahele    | Estats Units | 23'23"0 | Q     |
| 3       | Eugene Bolden  | Estats Units | 23'26"4 | q     |
| 4       | Arne Borg      | Suècia       | ?       |       |
| 5       | George Hodgson | Canadà       | ?       |       |

Semifinal 1
| Posició | Nedador           | País         | Temps   | Qual. |
| ------- | ----------------- | ------------ | ------- | ----- |
| 1       | George Vernot     | Canadà       | 22'59"4 | Q     |
| 2       | Frank Beaurepaire | Austràlia    | 23'02"2 | Q     |
| 3       | Harold Annison    | Regne Unit   | 23'51"4 |       |
| 4       | Ludy Langer       | Estats Units | ?       |       |
| 5       | Percy Peter       | Regne Unit   | ?       |       |
| 6       | Paul de Backer    | Bèlgica      | ?       |       |

### Final
| Posició | Nedador           | País         | Temps   |
| ------- | ----------------- | ------------ | ------- |
| 1       | Norman Ross       | Estats Units | 22'23"2 |
| 2       | George Vernot     | Canadà       | 22'36"4 |
| 3       | Frank Beaurepaire | Austràlia    | 23'04"0 |
| 4       | Fred Kahele       | Estats Units | 23'59"1 |
| 5       | Eugene Bolden     | Estats Units | 24'04"3 |